# Giro di Toscana/Pontedera 1934
Il Giro di Toscana/Pontedera 1934, seconda e ultima edizione della corsa, si svolse dal 28 giugno al 1º luglio 1934 su un percorso di 744 km suddiviso su 4 tappe, con partenza e arrivo a Pontedera, in Toscana. Organizzato dall'Unione Ciclistica Pontedera e riservato a professionisti di I e II categoria ("indipendenti"), fu vinto dall'italiano Renato Scorticati, che completò il percorso in 23h44'24" precedendo i connazionali Ruggero Balli e Agostino Bellandi.

## Percorso
Il percorso della prova, indicata dalle fonti del tempo anche come Grande Giro della Toscana o Circuito di Toscana, era suddiviso in quattro tappe. La prima tappa prese il via da Pontedera per attraversare la Valdarno fino a Fucecchio, la Valdinievole e la Montagna pistoiese (con la salita da Pescia a Prunetta, quota 958 m s.l.m.) e giungere infine, via Pistoia, a Prato. La seconda tappa partì da Prato e, attraversando le Colline del Chianti e le Crete senesi, giunse in Maremma, a Grosseto. La terza tappa si svolse perlopiù sul litorale tirrenico: dopo il via da Grosseto, i corridori risalirono verso nord fino a Livorno su un percorso senza particolari asperità al netto della breve ma dura salita di Castellaccio. Il percorso della quarta e ultima tappa, dopo il via da Livorno, attraversò la Versilia, la Garfagnana e, dopo aver superato le salite di Fosdinovo e del Passo dei Carpinelli, anche la Piana di Lucca, per riportare infine il gruppo a Pontedera.

## Tappe
| Tappa  | Data      | Percorso            | km  | Vincitore di tappa | Leader cl. generale |
| ------ | --------- | ------------------- | --- | ------------------ | ------------------- |
| 1ª     | 28 giugno | Pontedera > Prato   | 124 | Attilio Masarati   | Attilio Masarati    |
| 2ª     | 29 giugno | Prato > Grosseto    | 200 | Attilio Pavesi     | Attilio Masarati    |
| 3ª     | 30 giugno | Grosseto > Livorno  | 160 | Renato Scorticati  | Attilio Masarati    |
| 4ª     | 1º luglio | Livorno > Pontedera | 260 | Oscar Baronti      | Renato Scorticati   |
| Totale | Totale    | Totale              | 744 |                    |                     |

## Dettagli delle tappe

### 1ª tappa
- 28 giugno: Pontedera > Prato – 124 km

Risultati
| Pos. | Corridore         | Squadra     | Tempo    |
| ---- | ----------------- | ----------- | -------- |
| 1    | Attilio Masarati  | Ganna       | 3h58'37" |
| 2    | Renato Scorticati | V.C. Reggio | s.t.     |
| 3    | Ottavio Fagiolini | Dop. Odero  | s.t.     |

| Pos. | Corridore         | Squadra     | Tempo    |
| ---- | ----------------- | ----------- | -------- |
| 1    | Attilio Masarati  | Ganna       | 3h57'37" |
| 2    | Renato Scorticati | V.C. Reggio | a 1'00"  |
| 3    | Ottavio Fagiolini | Dop. Odero  | s.t.     |

### 2ª tappa
- 29 giugno: Prato > Grosseto – 200 km

Risultati
| Pos. | Corridore        | Squadra      | Tempo    |
| ---- | ---------------- | ------------ | -------- |
| 1    | Attilio Pavesi   | C. Battisti  | 6h17'00" |
| 2    | Romeo Rossi      | A.C. Pratese | s.t.     |
| 3    | Attilio Masarati | Ganna        | s.t.     |

| Pos. | Corridore         | Squadra      | Tempo     |
| ---- | ----------------- | ------------ | --------- |
| 1    | Attilio Masarati  | Ganna        | 10h14'00" |
| 2    | Ruggero Balli     | A.C. Pratese | a 2'43"   |
| 3    | Renato Scorticati | V.C. Reggio  | s.t.      |

### 3ª tappa
- 30 giugno: Grosseto > Livorno – 160 km

Risultati
| Pos. | Corridore         | Squadra     | Tempo    |
| ---- | ----------------- | ----------- | -------- |
| 1    | Renato Scorticati | V.C. Reggio | 6h17'00" |
| 2    | Orlando Teani     | Olympia     | s.t.     |
| 3    | Agostino Bellandi | Mens Sana   | s.t.     |

| Pos. | Corridore        | Squadra | Tempo |
| ---- | ---------------- | ------- | ----- |
| 1    | Attilio Masarati | Ganna   | ?     |

### 4ª tappa
- 1º luglio: Livorno > Pontedera – 260 km

Risultati
| Pos. | Corridore         | Squadra     | Tempo    |
| ---- | ----------------- | ----------- | -------- |
| 1    | Oscar Baronti     | Mens Sana   | 8h11'20" |
| 2    | Agostino Bellandi | Mens Sana   | s.t.     |
| 3    | Renato Scorticati | V.C. Reggio | s.t.     |

| Pos. | Corridore         | Squadra      | Tempo     |
| ---- | ----------------- | ------------ | --------- |
| 1    | Renato Scorticati | V.C. Reggio  | 23h44'24" |
| 2    | Ruggero Balli     | A.C. Pratese | a 12"     |
| 3    | Agostino Bellandi | Mens Sana    | a 1'00"   |

## Classifiche finali

### Classifica generale
| Pos. | Corridore         | Squadra      | Tempo     |
| ---- | ----------------- | ------------ | --------- |
| 1    | Renato Scorticati | V.C. Reggio  | 23h44'24" |
| 2    | Ruggero Balli     | A.C. Pratese | a 12"     |
| 3    | Agostino Bellandi | Mens Sana    | a 1'00"   |
| 4    | Martino Tani      | Mens Sana    | a 3'07"   |
| 5    | Edoardo Stretti   | 35ª L. MVSN  | a 3'25"   |
| 6    | Oscar Baronti     | Mens Sana    | a 5'45"   |
| 7    | Orlando Teani     | Olympia      | a 6'03"   |
| 8    | Romeo Rossi       | A.C. Pratese | a 8'40"   |
| 9    | Ernesto Taddei    | 35ª L. MVSN  | a 19'02"  |
| 10   | Giulio Bonugli    | -            | a 19'56"  |